# Черна Коледа
„Черна Коледа“ (на английски: Black Christmas) е американски слашър филм от 2019 г. на режисьора София Такал, която е съсценаристка със Ейприл Улф. Като част от филмовата поредица „Черна Коледа“, това е свободният втори римейк на едноименния канадски филм от 1974 г., и след едноименния филм от 2006 г. Във филма участват Имоджен Путс, Лили Донахю, Алейсе Шанън, Британи О'Грейди, Калеб Ебърхардт и Кари Елуис.
Премиерата на „Черна Коледа“ е в Съединените щати на 13 декември 2019 г. от „Юнивърсъл Пикчърс“, който съвпада с петък 13-и. Филмът получава смесени отзиви от критиката и печели 18 млн. щ.д. в световен мащаб при бюджет от 5 млн. щ.д.